# Jelena Nikitina
Jelena Nikitina (ryska: Елена Валерьевна Никитина), född den 2 oktober 1992 i Moskva, Ryssland, är en rysk skeletonåkare.
Hon tog OS-brons i skeleton i samband med de olympiska skeletontävlingarna 2014 i Sotji.
I februari 2014 erhöll hon Fäderneslandets förtjänstordens medalj av andra klassen.